# Seychellernas internationella flygplats
Seychellernas internationella flygplats, engelska: Seychelles International Airport franska: Aéroport International de Seychelles, är en internationell flygplats i Seychellerna. Den ligger på ön Mahé 11 kilometer sydost om landets huvudstad  Victoria och är landets största flygplats.